# 太原县 (隋朝)

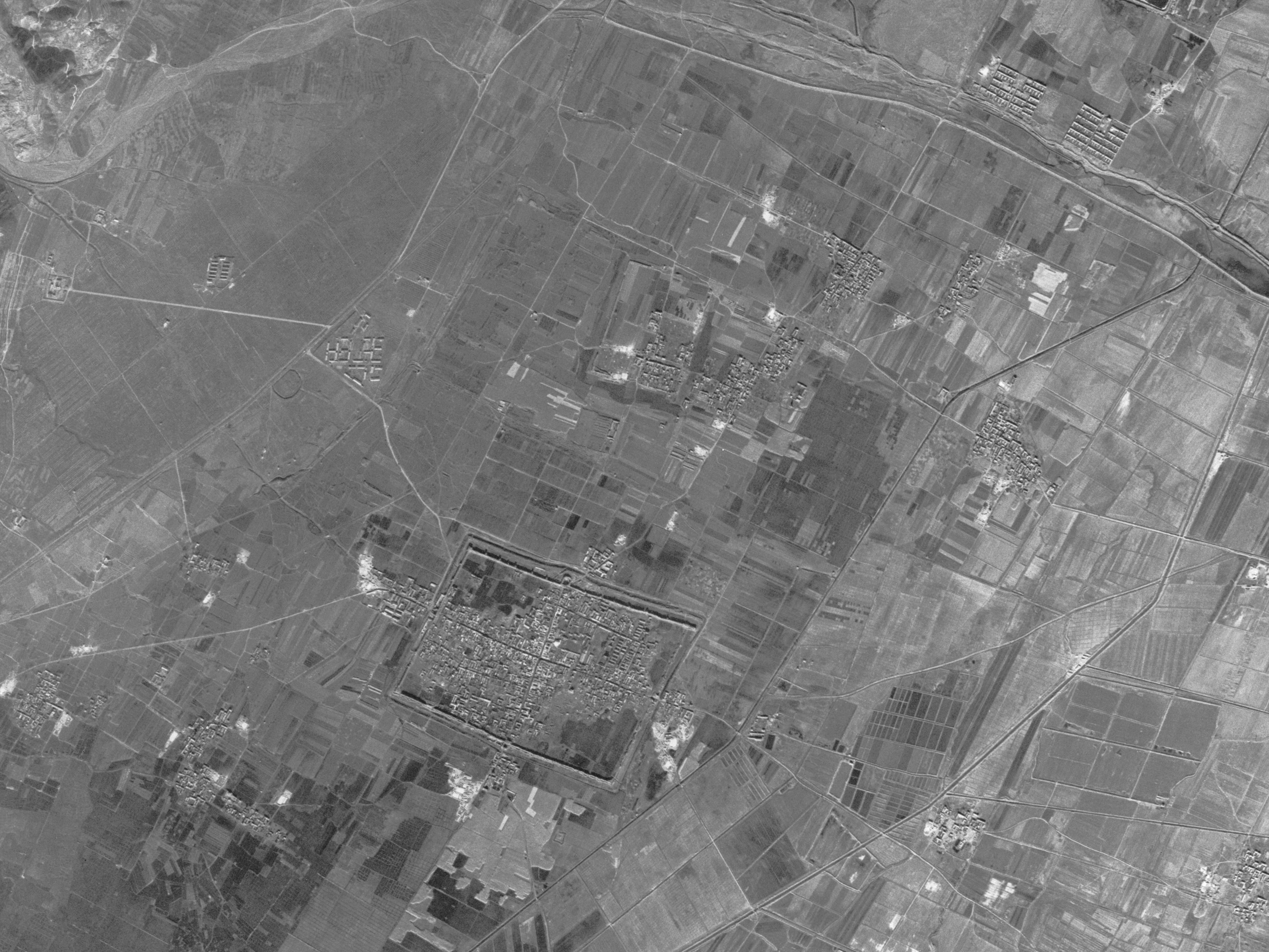
太原古县城（下）和晋阳古城遗址（上）卫星图（1968年）

太原县，中国古县名，位在今中华人民共和国山西省太原市境內。
原太原郡治所和晋阳县治同城而治，均在晋阳城中。北齐时，晋阳县治迁于新建的东城。后，旧城中新置龙山县。隋朝开皇十年（590年），龙山县改晋阳县。原晋阳县则改为太原县，同年分置阳真县，大业初年并入。唐朝贞观十一年（637年），并州长史李勣筑东城，为太原县治。北宋太平兴国四年（979年），北宋灭北汉，毁晋阳城。又废太原县，与晋阳县并废为平晋县。
明朝洪武四年（1371年），移平晋县治所于汾水西，洪武八年（1375年），平晋县改名为太原县，属太原府，太原县城叠加于晋阳古城之上。清朝时，仍属太原府，考评：冲，繁。民国初年，全国废府州厅改县，属山西省冀寧道。1947年6月，改名晋源县。